# 行程
| ウィキペディアには「行程」という見出しの百科事典記事はありません（タイトルに「行程」を含むページの一覧/「行程」で始まるページの一覧）。 代わりにウィクショナリーのページ「行程」が役に立つかもしれません。 |